# Russian Endurance Challenge 2016
Russian Endurance Challenge 2016  — вторая гонка серии Russian Endurance Challenge, которая состоялась 3 сентября 2016 года на Moscow Raceway.
Продолжительность заезда – 4 часа. Старт гонки — в 17:15, финиш — в 21:15.
Финальная часть соревнований прошла в сумерках, при свете фар автомобилей-участников, впервые на Moscow Raceway.
К старту в соревнованиях было допущено 77 пилотов, в том числе пять гонщиков из Европы. Они составили экипажи 26 различных автомобилей, среди которых были спортпрототипы CN2.0, машины классов GT3, GT, Touring, MX5, MCGP, RHHCC, «Национальный». По итогам четырехчасового заезда было классифицировано 23 экипажа .
Победителями в абсолютном зачете стали Ефим Гантмахер и Виталий Ларионов (команда «УГМК») на спортпрототипе Radical SR-3 .
Интернациональный экипаж в составе Рустема Терегулова, владельца Moscow Raceway, архитектора трассы Германа Тильке и его сына Карстена Тильке, также архитектора и пилота, финишировал вторым, с отставанием от лидера в два круга .
Третье место в абсолютном зачете и первое в классе GT досталось экипажу Игоря Мухина / Георгия Ефросинина (команда «Антикризис»).
В REC 2016 принял участие Николай Карамышев, который в тот же день выиграл Гонку Звезд «За рулем» . Он выступал на автомобиле Volkswagen Polo в экипаже с Андреем Севастьяновым, Антоном Захаровым и Глебом Кузнецовым. В REC 2016 экипаж прошел 101 круг и одержал победу в классе «Национальный».
Генеральным спонсором REC и поставщиком монотоплива для участников Elf Race 102 выступила компания «ТОТАЛ ВОСТОК».
Победители Russian Endurance Challenge 2016
Абсолютный зачет:
1. Ефим Гантмахер / Виталий Ларионов («УГМК»), Radical SR-3 — 119 кругов
2. Рустем Терегулов / Герман Тильке / Карстен Тильке («Автоспорт-Промоушен»), Lamborghini Gallardo GT3 LP560 — 117 кругов
3. Игорь Мухин / Георгий Ефросинин («Антикризис»), Audi R8 — 114 кругов

Класс CN2.0:
1. Ефим Гантмахер / Виталий Ларионов («УГМК»), Radical SR-3
2. Леон Осипов / Илья Кашин / Анатолий Евдокимов («УГМК Моторспорт»), Radical SR-3
3. Любовь Андреева / Максим Ильченко / Виктор Завадский / Глеб Мишугин (КБ «527»), 527/ShortCut

Класс GT3:
1. Рустем Терегулов / Герман Тильке / Карстен Тильке («Автоспорт-Промоушен»), Lamborghini Gallardo GT3 LP560

Класс GT:
1. Игорь Мухин / Георгий Ефросинин («Антикризис»), Audi R8
2. Мурад Султанов / Марк Валленвейн / Клаус Бахлер, Porsche Cayman GT4
3. Дмитрий Ярохно / Юрий Онищенко / Антон Немкин / Андрей Агафонов (Porsche Club Moscow), Porsche GT3

Класс Touring:
1. Сергей Голубев / Владимир Удаленков / Павел Яшин / Роман Голиков («Нева Моторспорт»), Honda Civic Type R FN 2
2. Андрей Артюшин / Владимир Черевань[вд] (RALF-CAR TEAM), Renault Megane RS3

Класс MX5:
1. Антон Шатров / Дмитрий Рыжак / Александр Андреади (GT4Team), Mazda MX5CUP
2. Владимир Горлач / Алексей Дудукало / Юрий Осокин / Заурбек Шугушев, Mazda MX5CUP
3. Павел Лещинский / Юрий Бухарцев / Александр Чубукин / Владислав Сивер (U-Power), Mazda MX5CUP

Класс «Национальный»:
1. Андрей Севастьянов / Антон Захаров / Глеб Кузнецов / Николай Карамышев (B-Tuning PRO), Volkswagen Polo
2. Александр Артемьев / Евгений Макушин (RS motorsport), ВАЗ 1119-96
3. Альберт Гайнуллин / Ильдар Фаттахов («ИжАвтоСпорт»), ВАЗ 1119-96

 Класс MCGP:
1. Даниэль Ам Энде / Данил Шамалов / Александр Алибеков (DRennsport), ВАЗ-2105
2. Андрей Козлов / Александр Самайданов, ВАЗ-2105
3. Александр Севастьянов / Анатолий Ветров / Олег Дурбала (АТ-Рейсинг-ЦСКА), ВАЗ-2105

Класс RHHCC:
1. Вахтанг Димитрадзе / Дмитрий Лебедев / Константин Литвинов / Роман Мануйлов (KRAMAR MOTORSPORT), Subaru WRX STI
2. Владимир Лабазов / Дмитрий Лабазов, Renault Logan